# 集集鎮
集集鎮位於臺灣南投縣中部，北鄰中寮鄉，西鄰名間鄉，東鄰水里鄉，南接竹山鎮、鹿谷鄉。全境面積約為49.7268平方公里，人口約有9.8千人，是南投縣面積最小、人口最少的鄉鎮。該鎮以鐵道觀光小鎮聞名，亦為九二一地震（或稱集集地震）震央所在地。

## 歷史
集集在18世紀以前為原住民聚落，布農語稱或。漢人入墾集集約在1771年後，形成的聚落依序有「林尾」、「湳底」、「吳厝」、「柴橋頭」、「八張」、「屯田」、「洞角」、「大坵園」、「草嶺腳」、「公館」、「北勢坑」、「頭埤仔」、「坪底林」、「雞籠山」等。
1781年，集集已成為入墾要道，市街就此形成，當時的集集街道名為「半路店」，半路店的由來是因為在林尾與柴橋頭兩聚落之間。集集街加以週邊各庄成為近山地區大型聚落。《彰化縣志》中所著：「集集街：屬沙連堡，民番交易之處，距邑治六十五里，為入山要路。」。清代進入集集的路線有二，一為自今名間鄉經隘寮進入。另一路線是由今竹山鎮社寮乘渡船而入。集集是進入水、魚池、埔里等地的據點，也與南投方面往來頻繁。在「郭百年事件」後集集為入山隘口與番漢交易中心的地位更趨顯著，「開山撫番」政策下，集集更為發展，除了脫離沙連堡另立集集堡，明新書院也在此時設立。樟腦業的發達帶來商旅與國際腦館，因此集集又有「小臺北」之稱。
集集最早屬諸羅縣所轄，在1723年屬彰化縣沙連堡。1875年集集堡成立，屬埔里社廳，隘寮地區屬彰化縣沙連下堡。1895年後改臺中縣集集辨務署集集堡，1898年改臺中縣南投辨務署集集堡。1901年再改為南投廳集集堡。1906年成為南投廳集集支廳。1920調整為臺中州新高郡集集庄，1940升格為集集街。
1945年10月，中華民國接管臺灣，並調整全臺行政區，集集鎮屬臺中縣玉山區。1950年1月，將集集鎮社子、拔社埔、郡坑等地劃出水裡鄉:250；10月，南投立縣，與臺中縣分治，並撤廢區署，集集鎮改隸南投縣:250。

## 地理

### 地形
全鎮高度在230公尺至1424公尺間，地形有三，一為集集山脈，一為平原地形，一為丘陵地形：
- 集集山脈是廣明里東部與富山里全部，位於集集鎮東北的集集大山標高1392公尺，是全鎮最高的地方。
- 平原地形是濁水溪沖積平原，以草嶺腳為界，可分兩部分，東部稱集集沖積面，是全鎮的精華地帶，人口活動最為興盛。西部稱濁水沖積面，包含了隘寮里與田寮里兩里的平原地帶。
- 集集丘陵方面，全鎮除富山里外，各里皆有丘陵地形，是與中寮鄉的分水嶺。[5]

### 氣候
集集鎮屬副熱帶季風氣候，根據1993年氣候資料顯示，集集鎮年平均溫度約為攝氏21.9度，月均溫最高為7月的攝氏26.6度，最低為1月的攝氏15.3度。年平均降雨量約為2,448毫米，6月的雨量536.2毫米最多，11月的21.4毫米最少:165。

### 人口
根據南投縣集集鎮戶政事務所統計，2024年底集集鎮戶數約4.2千戶，人口約9.8千人，是南投縣人口最少的行政區，鎮內人口最多且人口密度最高的里是八張里，2024年底有人口1,506人，人口密度每平方公里約505人；人口最少的里是隘寮里，2024年底有人口491人；人口密度最低的里是富山里，2024年底人口密度每平方公里約65人。
集集鎮是臺灣人口第二少的鎮，僅多於臺東縣關山鎮。集集鎮的人口外流、人口老化與少子化問題嚴重，早在2007年時，集集鎮的出生人數即已少於死亡人數，加上社會增加率常年處於負值，人口持續減少，且已在2023年5月時跌破1萬人。2024年底時，集集鎮有7.59%是0至14歲人口，68.00%是15至64歲人口，65歲以上人口則有24.41%。

## 政治

### 歷屆鎮長
| 屆次 | 姓名   | 政黨               | 備註       |
| ---- | ------ | ------------------ | ---------- |
| 1    | 石條金 |                    |            |
| 2    | 石條金 |                    |            |
| 3    | 石條金 |                    |            |
| 4    | 陳再中 |                    |            |
| 5    | 石條金 |                    |            |
| 6    | 石憲奇 |                    |            |
| 7    | 石憲奇 |                    |            |
| 8    | 陳勝男 |                    |            |
| 9    | 陳勝男 |                    |            |
| 10   | 黃炎明 | 無黨籍             |            |
| 11   | 黃炎明 | 無黨籍             |            |
| 12   | 林明溱 | 中國國民黨         |            |
| 13   | 林明溱 | 中國國民黨         |            |
| 14   | 李崇慶 | 中國國民黨         | 未爭取連任 |
| 15   | 莊瑞麟 | 中國國民黨         |            |
| 16   | 莊瑞麟 | 無黨籍             | 同額競選   |
| 16   | 嚴鴻邦 | 中國國民黨         | 連任失敗   |
| 17   | 陳紀衡 | 樹黨→無黨籍        |            |
| 18   | 陳紀衡 | 無黨籍→ 民主進步黨 |            |
| 19   | 吳大村 | 中國國民黨         | 現任       |

### 鎮政組織

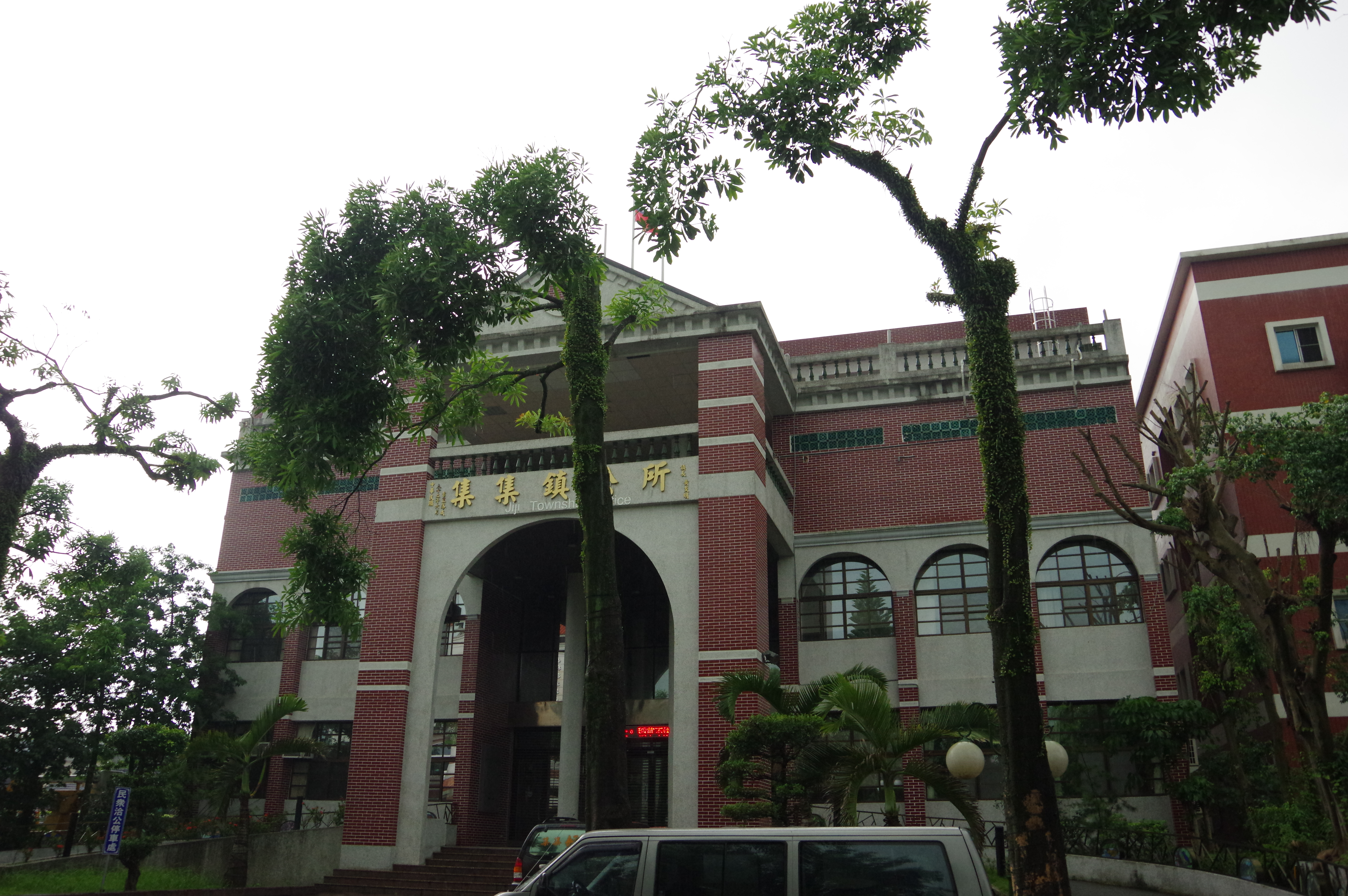
集集鎮公所

集集鎮公所是集集鎮的地方行政機關，在中華民國政府架構中為鎮自治的行政機關，同時負責執行縣政府及中央機關委辦事項，集集鎮的自治監督機關為南投縣政府。鎮長由全體鎮民直接選舉產生，任期為四年，可連選連任一次。集集鎮公所並置鎮政會議，為鎮政最高決策機構，在鎮長之下，設有5課4室等9個內部單位及4個附屬機關。
集集鎮民代表會是集集鎮的地方民意機關，代表集集鎮全體鎮民立法和監察鎮政。鎮民代表由公民直選選出，任期為四年，可連選連任。集集鎮民代表會共有11位鎮民代表，分別為第一選區3席鎮民代表、第二選區2席鎮民代表、第三選區2席鎮民代表、第四選區4席鎮民代表，主席、副主席由11位鎮民代表互選產生。

### 行政區
現今集集鎮行政範圍的確立，來自於1950年1月調整行政區域，將原屬集集鎮的社子、拔社埔、郡坑等12個里劃出水裡鄉，調整後初期的集集鎮仍轄10個里。同年再次調整行政區域並撤銷區署，集集鎮改隸新成立的南投縣:367。集集鎮的行政區劃轄有集集里、和平里、林尾里、玉映里、吳厝里、隘寮里、田寮里、八張里、永昌里、廣明里、富山里等11里，共計127鄰。

## 經濟
清領時期集集經濟以樟腦業成為國際商旅交易中心，集集也提供埔里地區日用品的交易機能。《集集堡紀略》：「夫集集堡於光緒十八年左右，居民稠密，街屋毗連，市容華麗壯觀，時腦務大興，集集街有腦棧十三館，商旅往來頻繁，貿易不絕，儼然一大市鎮。」
日治初期，戰後的集集市街已不復清代盛況，市街的重建以設立機關單位為起頭，集集街鐵路與通往鄰近村庄的輕便軌道加上香蕉經濟，使集集在日治中期的娛樂餐飲業達到高峰。日治後期水里地區的興起取代集集交易中心的角色。戰後在林業帶動水里發展下，集集的商業環境更顯弱化，台灣經濟環境的轉變使農村人口向都市集中，集集當受此影響發展。
今日集集街道是以初級消費集中之街道，所提供的服務範圍除了鎮內十里，也擴及中寮鄉、鹿谷鄉兩地，特別是鹿谷鄉清水溝三村(秀峰、清水、瑞田)，由於鹿谷市區反而在地勢更高的山區，因此與集集往來更勝鹿谷市區。

## 教育

### 國民中學
- 南投縣立集集國民中學

### 國民小學
- 隘寮國民小學
- 和平國民小學
- 集集國民小學
- 永昌國民小學
  - 富山分校（原富山國民小學，因少子化已於2024年起停止招生。[19]）

## 交通

### 鐵路
臺灣鐵路管理局
- 集集線：龍泉車站 - 集集車站

輕便鐵路
集集鎮內輕便軌道有四條路線，現均已拆除
1. 自名間經濁水、隘寮至集集後再往水里、魚池至埔里
2. 自南投經中寮至集集路線，是以香蕉運送為主
3. 自集集進鹿谷坪仔頂
4. 自竹山經社寮至集集，運送甘蔗為主。[5]

### 公路
- 台3丙線
- 台16線
- 縣道139號中寮鄉－集集鎮－鹿谷鄉 (45.9K~50.9K)
- 投27線
- 投54線

### 公車
日治時期有二水至水里、集集至竹山兩公車路線，中華民國接管臺灣後由員林客運經營。公路局（台汽客運）行駛台中-水里、台中-日月潭之間路線，使集集來往台中更為便利。1964年至1992年當中有彰化客運行駛南投經鄉親寮至集集的路線。現今集集鎮公路客運有員林客運、南投客運與總達客運三家公司提供。
員林客運
- 【6702】 車埕－員林
- 【6726】 水里－集集－竹山
- 【6734】 集集－東埔（台灣好行東埔線）
- 【6801】 日月潭－溪頭（與南投客運聯營）

總達客運
- 【6322】 台中－南崗－水里
- 【6333】 台中－中興－水里
- 【6333A】台中－國道3－水里
- 【6333B】台中－高鐵－水里

南投客運
- 【6801】 日月潭－溪頭（與員林客運聯營）

## 旅遊

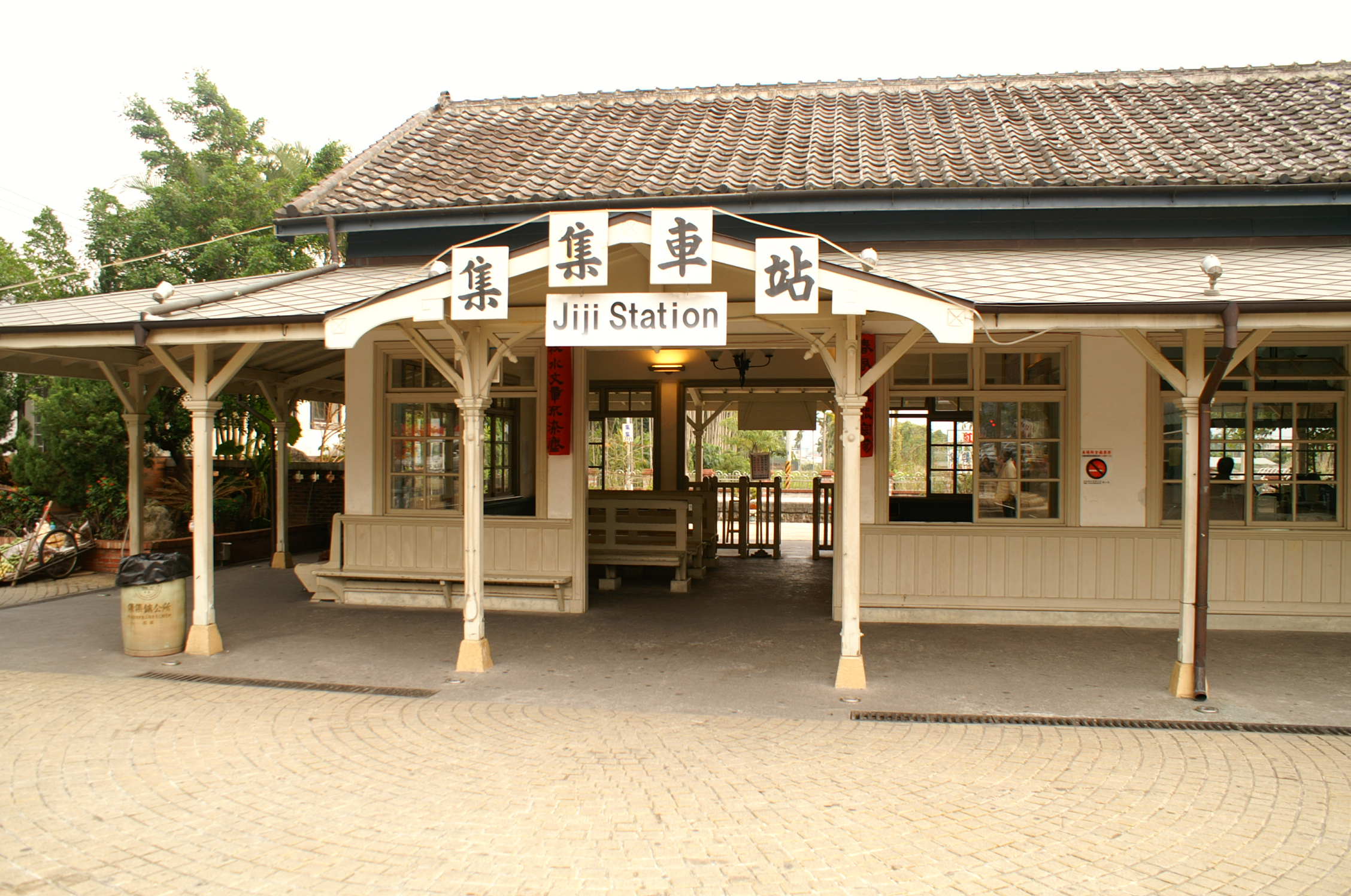
集集車站

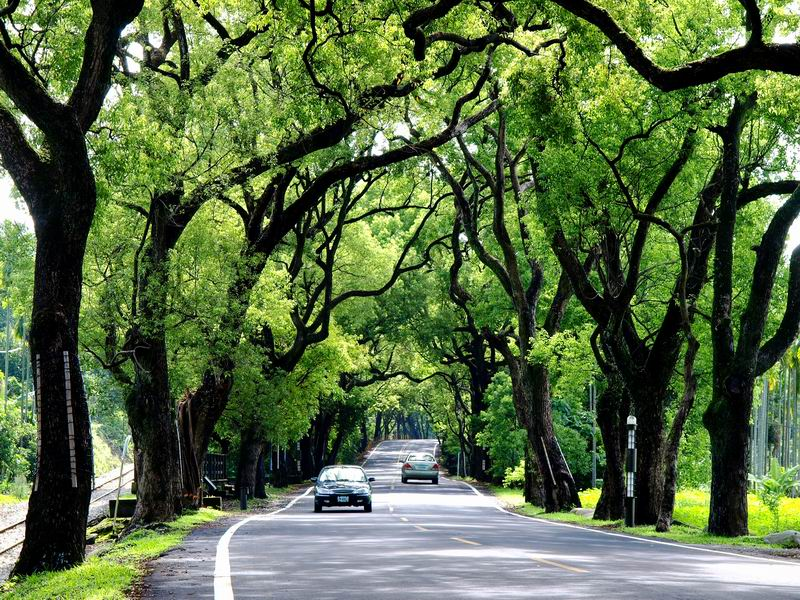
集集綠色隧道

集集攔河堰

- 集集車站

集集車站因921大地震而嚴重傾斜，2001年重建完工。公視電影記得我們愛過之重要場景。
- 綠色隧道

建於日治時期的1931年，連接濁水、集集隘寮及二水，道路兩旁由地方民眾種植及保育樟樹，至今已六十餘年，老樟樹綠蔭蔽天，形成一綠意盎然猶如隧道之景觀。
- 開闢鴻荒
- 化及蠻貊碣

位於集集鎮廣明里通往水里處，離行政院農委會特有生物保育中心約一公里，本石碣係大清光緒13年春，雲林撫墾局委員陳世烈所題由南投縣政府編號19號以水泥柱立石碣供遊客參觀，為國家一級古蹟。
- 集集大眾爺廟、集集大樟樹

大樟樹齡約七百多年，高度約卅公尺，胸圍五點三公尺，胸徑一點七五公尺，樹蔭面績九百零八平方公尺，冠層亭亭是全省罕見之大樟樹。因其年代久遠，當地民眾都將它視同神明祭拜，稱呼為〔樟樹公〕。 樹下建有大眾爺祠，是當地居民的信仰中心。民國六十九年大眾爺祠修建完成後，樟樹公的香爐也從原來所在的樹下，正式移入大眾祠供奉，每年農歷八月廿三日為樟樹公誕辰，中部地區信眾到此膜拜不計其數，也成為集集鎮一年一度的「大樟腳」重要祭典。
- 集集攔河堰
- 廣盛宮：位於集集鎮上的「廣盛宮」，舊稱為「天上宮」，而俗稱為「媽祖廟」或「馬祖宮」。每年的農曆三月二十日馬祖聖誕時，「廣盛宮」都會演戲酬神，六年舉行三獻大典，每十二年則會舉行建醮大典橋。另外「廣盛宮」有支相當有名氣的大鼓隊，當初管理委員會因感應媽祖需大鼓隊來吸引信徒親近，沒想到報名的時候，清一色都為女性參與，由於大家都抱著虔誠的心，與隊員們天天晚上在廟前廣場苦練技藝，因為扎下不錯的基礎，所以所到之處頗受歡迎。
- 特有生物研究保育中心
- 添興窯陶藝村

1955年成立於集集綠色隧道邊，原生產缸、甕、琉璃瓦、陶磚等聞名於台灣各地。1980年因應台灣陶瓷生態之轉變率先轉型為以「陶藝文化結合觀光」的多元化經營，為台灣現存仍以產作為主的最老窯場之一，目前仍保留一座創窯至今已57年(2012)，仍在燒陶的老蛇窯。
除可參觀手工台灣陶藝製作過程，也提供陶藝手作行程供遊客體驗。
- 集集陶藝節

每年十一月由南投縣綠色隧道文化觀光促進會及添興窯合辦的陶藝活動，內容有家庭陶藝趣味競賽、兒童寫生比賽、陶藝品跳蚤市場以及柴燒研習營等。
- 明新書院

明新書院

正殿內主祀文昌帝君、制字聖人、紫陽夫子、大成至聖先師神位。此院亦為集集鎮在教師節時的祭孔之處。

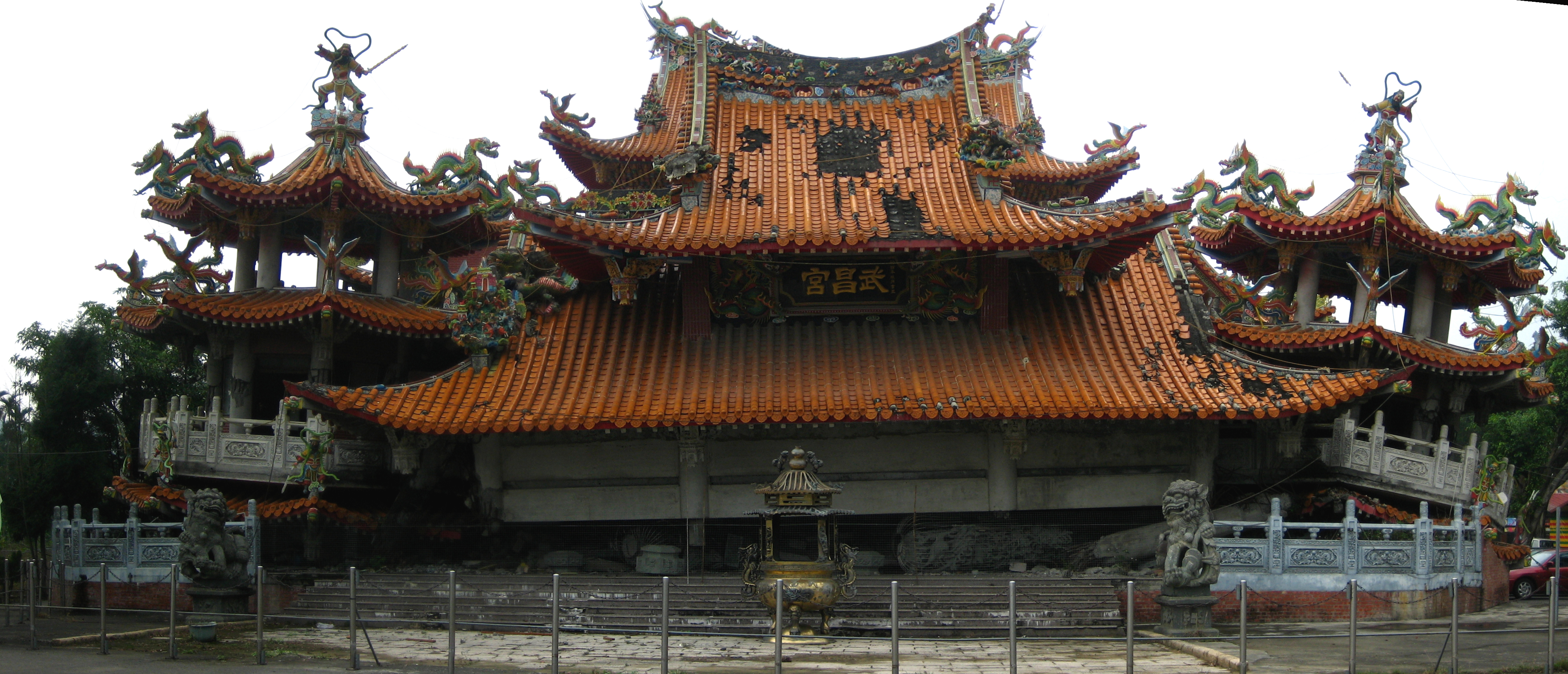
集集武昌宮（遺址）

- 武昌宮

因921大地震而地下底層支柱崩塌，第二及第三層則基本保持結構但整個下陷於底層瓦礫之上，形成特有見證大地震的景觀，廟裡的神像也因為神明託夢指點而被信徒搶救所以未受損。經地方、鎮公所取得共識保留成為地震紀念地。新武昌宮已重建完成，於2013年10月12日舉辦神像入火安座大典。
- 集集永興宮

保存乾隆四十年（1775年）時建立的廟身。
- 軍史公園

展示國軍退役武器，包括海軍陸戰隊兩棲登陸車、勝利女神力士型防空飛彈、F-104G星式戰鬥機、海軍五吋38倍砲、C-119運輸機，全部均為美國製。
- 集集鄉土燈會
- 集集環鎮鐵道
- 集集瀑布
- 集集樟腦出張所

樟腦與蔗糖、茶葉並稱為清代台灣的三寶，集集街市最初的繁榮也與樟腦的開採相關。「出張」原是日語出差的意思，日治昭和年間，日本政府頒行樟腦專賣制度，於西元1898年（明治31年）在此設置專辦區域內樟腦採製及販賣業務的「集集樟腦出張所」。當時的樟腦製造主要「腦灶」方式用柴火蒸餾樟木，所需時間約為24小時，冷卻後樟木蒸汽形成白色凝固腦沙與腦油，由挑夫送至出張所集中，再利用集集線送至台北的總工廠精製後才是最終成品。國民政府來台之後，樟腦產業轉趨沒落，樟腦出張所失去原有的功能，一度曾是林務局的員工宿舍，也是目前台灣目前僅存的樟腦出張所，是極具歷史與文化價值的建築物。目前樟腦出張所集集鎮公所管理，公所未來將視經費與需要，分階段持續爭取補助修復園區，並於100年12月將園區規劃為「集集文化產業園區」，並持續爭取後續藝術家與演藝團隊之進駐，以文化、藝術重新活化園區內涵與魅力，並配合地方文化辦理展覽之需求，協助文化藝術藝術推廣，展現臺灣文化多樣性特色。
- 集元果觀光工廠

結合集集山蕉及在地文化的觀光休閒工廠，其中包含觀光工廠廠區、生態教育園區，另外設有兒童沙坑、遊戲區、輕食部等，也有提供DIY體驗活動，適合親子同遊。
- 2021年南投集集哞幻光影嘉年華，主要展示區：集集火車站站前、集集小徑燈區（和平國小）、大樟樹燈區（清水溪公園）、集集綠色隧道

## 特產
- 檳榔
- 糯米荔枝
- 番石榴
- 香蕉（日治時期之集集香蕉為日本皇室御用香蕉，早期集集的行政區範圍包括等鄰近地區）香蕉是集集最負盛名的農產，日治時期集集蕉與其他地區香蕉價差可達十倍。香蕉為集集帶來了日治時期與1950至1970年代兩個時期的繁榮。在工商業興起及國際競爭下已不復當年榮景[5]。
- 巨峰葡萄
- 向日葵
- 紅龍果

## 外部連結
- 集集鎮公所 （页面存档备份，存于）
- 集集鎮公所的Facebook專頁
- 亮點集集 （页面存档备份，存于）